# Mares de Sangue
Mares de Sangue é um fantasia do escritor norte-americano Scott Lynch, o segundo livro (dos sete programados)  da série "Os Nobres Vigaristas". Ele continua as aventuras do protagonista Locke Lamora e seu amigo Jean Tannen quando chegam às margens exóticas de Tal Verrar, onde devem enfrentar os perigos de seu passado, assim como novos rivais que desejam detê-los a todo custo enquanto eles tentam dar um golpe ainda mais ambicioso.